# Aeropuerto Regional de Dryden
El Aeropuerto Regional de Dryden (del inglés: Dryden Regional Airport) (IATA: YHD, OACI: CYHD) está ubicado a 4,3 MN (8.0 km; 4.9 mi) al noreste de Dryden, Ontario, Canadá.
Este aeropuerto es clasificado por NAV CANADA como un puerto de entrada y es servido por la Canada Border Services Agency. Los oficiales de la CBSA pueden atender aviones de hasta 15 pasajeros.

## Aerolíneas y destinos
- Bearskin Airlines
  - Kenora / Aeropuerto de Kenora
  - Red Lake / Aeropuerto de Red Lake
  - Sioux Lookout / Aeropuerto de Sioux Lookout
  - Thunder Bay / Aeropuerto Internacional de Thunder Bay
  - Winnipeg / Aeropuerto Internacional de Winnipeg-Armstrong